# 大阪車輌工業
大阪車輌工業株式会社（おおさかしゃりょうこうぎょう）は、鉄道車両、トロリーバス、特装車、大型照明鉄塔、スコアボードの製造を手がける製造会社である。

## 概要
1947年（昭和22年）6月11日に会社設立。鉄道車両の製造や改造を主力として企業向けの大型といわれる車両を手がける。ケーブルカー（鋼索鉄道）、ロープカー（ロープウェイ）、トロリーバスの製造に強みを発揮し、個性的な車両を製造している。特にトロリーバスの製造では日本唯一のメーカーである。2002年に、大阪市城東区森之宮2丁目1番128号から大阪南港へ本社を移転。

## 主な鉄道車両
- 神戸市交通局500形電車（→広島電鉄570形電車）
- 大阪市交通局2601形電車（→広島電鉄900形電車）
- 広島電鉄101号（復元車）
- 広島電鉄2511・2512
- 和歌山電鐵2270系電車（いちご電車・おもちゃ電車・たま電車への改造）
- ブエノスアイレス地下鉄 300形・800形電車、5000形（元名古屋市交通局300形、5000形をブエノスアイレス地下鉄向けにリニューアル）
- 土佐電気鉄道7形電車（維新号）
- 比叡山鉄道（坂本ケーブル）ケーブルカー
- 寒霞渓ロープウェイ
- 国鉄119系電車（えちぜん鉄道MC7000形への改造）
- 北近畿タンゴ鉄道KTR700形・KTR800形気動車（あかまつ車両・あおまつ車両・くろまつ車両・コミューター車両への改造）
- 宮福鉄道MF100形気動車（海の京都トレインへの改造）
- 函館山ロープウェイ（5代目ゴンドラ）
- 肥薩おれんじ鉄道HSOR-100（観光列車おれんじ食堂への改造）

製造会社は別の会社であるものの公式サイトに掲載されている車両
- 近鉄生駒鋼索線（生駒ケーブル）
- 京阪鋼索線（男山ケーブル）

## トロリーバス
- 関西電力100形無軌条電車（車体のみ・足回りは三菱重工業）
- 関西電力200形無軌条電車（車体のみ・足回りは三菱自動車工業）
- 関西電力300形無軌条電車（同上）
- 立山黒部貫光8000形無軌条電車（同上）

## その他
- 特装車の製作
  - 両備ホールディングス・未来バス「ソラビ（SOLARVE）」（シャーシ・車体は三菱ふそうバス製造製で、車両の改装工事を担当）
- 消防自動車の架装
- 大型照明鉄塔の製作
- スコアボードの製作
- 酸素・溶接材の販売